# Maria Giuseppa Robucci
Maria Giuseppa Robucci dite « Nonna Peppa », née le 20 mars 1903 à Poggio Imperiale et morte dans la même ville le 18 juin 2019, est une supercentenaire italienne.

## Biographie
Maria Giuseppa Robucci est née le 20 mars 1903 à Poggio Imperiale dans la province de Foggia.
Elle a eu cinq enfants, trois garçons et deux filles, dont la sœur Nicoletta des Sœurs Sacramentines de Bergame. Cette dernière a déménagé dans la maison de retraite de San Severo pour s'occuper de sa mère.
Maria Giuseppa Robucci, en 2003, à l'âge de 100 ans, a été invitée à La vita in diretta, une émission de Rai Uno. À un âge très avancé, elle a subi deux hospitalisations majeures : une en 2014 lorsqu'elle a été opérée du fémur à l'âge de 111 ans, qui s'était rompu après une mauvaise chute et l'autre en 2017 lorsqu'elle s'est fait opérer du sein.
En 2012, elle a reçu le titre de maire honoraire de la municipalité de Poggio Imperiale. 
Le 20 mars 2019, elle fête ses 116 ans, devenant la troisième personne italienne à dépasser ce cap. Le 27 avril 2019, à l'âge de 116 ans et 38 jours, elle devient la deuxième personne italienne la plus âgée de tous les temps.
Le 26 mai 2019, à l'âge de 116 ans et 67 jours, elle a voté aux élections du Parlement européen.
Maria Giuseppa Robucci  est morte à Poggio Imperiale le 18 juin 2019 à l'âge de 116 ans et 90 jours.